# Autobahnkreuz Köln-West

Karta över korsningen

Autobahnkreuz Köln-West (sv:Motorvägskorsning Köln-Väst) är en motorvägskorsning väster om Köln i Tyskland. Den förbinder motorvägarna A1 och A4 med varandra. Det passerar omkring 90.000 fordon per dygn.